# 953
953 (CMLIII) fue un año común comenzado en sábado del calendario juliano, en vigor en aquella fecha.

## Acontecimientos
- Galicia - Aceifa contra Galicia dirigida por los generales Ahmad ben Ya `la y Galib.
- Cardeña (España). Sus 200 monjes fueron martirizados por los musulmanes y canonizados en 1603.